# Comuna Șcekîciîn, Koreț
Șcekîciîn (în ucraineană Щекичин) este o comună în raionul Koreț, regiunea Rivne, Ucraina, formată din satele Mala Sovpa și Șcekîciîn (reședința).

## Demografie
Componența lingvistică a comunei Șcekîciîn
     Ucraineană (99,85%)
     Alte limbi (0,14%)
Conform recensământului din 2001, majoritatea populației comunei Șcekîciîn era vorbitoare de ucraineană (99,85%), existând în minoritate și vorbitori de alte limbi.